# ایندلینگ
ایندلینگ (به آلمانی: Aindling) یک شهر در آلمان است که در بایرن واقع شده‌است.

## خصوصیات
ایندلینگ ۳۱٫۴۳ کیلومترمربع مساحت دارد ۴۶۶ متر بالاتر از سطح دریا واقع شده‌است.